# Forcalqueiret
Ne doit pas être confondu avec Forcalquier.
Forcalqueiret est une commune française située dans le département du Var en région Provence-Alpes-Côte d'Azur.

## Géographie
Forcalqueiret fait partie de la communauté d'agglomération de la Provence Verte. Elle se trouve à 4 km de Garéoult et 12 de Brignoles.

### Géologie et relief
La forêt communale a été évaluée approximativement à 1,64 km2. La révision de l’aménagement forestier de la forêt communale, établi par l’Office national des forêts, pour la période 2010-2029 a été approuvée par le conseil municipal le 15 février 2011.
|          | Brignoles     | Camps-la-Source             |
| Garéoult | Forcalqueiret | Sainte-Anastasie-sur-Issole |
|          | Rocbaron      |                             |

### Hydrographie et les eaux souterraines
La commune est arrosée par l'Issole, dont la source se situe sur la commune de Mazaugues, les ruisseaux de la Verrerie, de la Pességuière, affluents de celle-ci, et le ruisseau de la source de Trians.

### Climat
Pour des articles plus généraux, voir Climat de Provence-Alpes-Côte d'Azur et Climat du Var.
En 2010, le climat de la commune est de type climat méditerranéen franc, selon une étude du Centre national de la recherche scientifique s'appuyant sur une série de données couvrant la période 1971-2000. En 2020, Météo-France publie une typologie des climats de la France métropolitaine dans laquelle la commune est exposée à un climat méditerranéen et est dans la région climatique  Provence, Languedoc-Roussillon, caractérisée par une pluviométrie faible en été, un très bon ensoleillement (2 600 h/an), un été chaud (21,5 °C), un air très sec en été, sec en toutes saisons, des vents forts (fréquence de 40 à 50 % de vents > 5 m/s) et peu de brouillards. 
Pour la période 1971-2000, la température annuelle moyenne est de 14 °C, avec une amplitude thermique annuelle de 15,6 °C. Le cumul annuel moyen de précipitations est de 813 mm, avec 6,6 jours de précipitations en janvier et 2 jours en juillet. Pour la période 1991-2020, la température moyenne annuelle observée sur la station météorologique de Météo-France la plus proche, « Cuers », sur la commune de Cuers à 11 km à vol d'oiseau, est de 15,5 °C et le cumul annuel moyen de précipitations est de 778,9 mm. 
La température maximale relevée sur cette station est de 41,3 °C, atteinte le 5 août 2017 ; la température minimale est de −9,3 °C, atteinte le 11 février 2012,,. 
Les paramètres climatiques de la commune ont été estimés pour le milieu du siècle (2041-2070) selon différents scénarios d'émission de gaz à effet de serre à partir des nouvelles projections climatiques de référence DRIAS-2020. Ils sont consultables sur un site dédié publié par Météo-France en novembre 2022.

### Sismicité
La commune se trouve dans une zone de sismicité faible,,.

### Voies de communications et transports

#### Voies routières
Forcalqueiret est accessible par la route départementale RD 43, entre Brignoles, au nord, et Cuers au sud, ainsi que par la RD 54 depuis Garéoult et la RD 15 depuis Sainte-Anastasie-sur-Issole, à l'est.

#### Transports en commun
- Transport en Provence-Alpes-Côte d'Azur

Réseau régional de transports en commun Zou !.

### Intercommunalité
Commune membre de la Communauté d'agglomération de la Provence Verte.

## Urbanisme

### Typologie
Au 1er janvier 2024, Forcalqueiret est catégorisée petite ville, selon la nouvelle grille communale de densité à sept niveaux définie par l'Insee en 2022.
Elle appartient à l'unité urbaine de Forcalqueiret, une agglomération intra-départementale regroupant deux  communes, dont elle est ville-centre,,. Par ailleurs la commune fait partie de l'aire d'attraction de Toulon, dont elle est une commune de la couronne,. Cette aire, qui regroupe 35 communes, est catégorisée dans les aires de 200 000 à moins de 700 000 habitants,.

### Occupation des sols
L'occupation des sols de la commune, telle qu'elle ressort de la base de données européenne d’occupation biophysique des sols Corine Land Cover (CLC), est marquée par l'importance des forêts et milieux semi-naturels (44,5 % en 2018), en diminution par rapport à 1990 (46,6 %). La répartition détaillée en 2018 est la suivante :
forêts (28,2 %), zones urbanisées (25,2 %), milieux à végétation arbustive et/ou herbacée (16,3 %), cultures permanentes (15,4 %), terres arables (8,3 %), zones agricoles hétérogènes (6,6 %). L'évolution de l’occupation des sols de la commune et de ses infrastructures peut être observée sur les différentes représentations cartographiques du territoire : la carte de Cassini (XVIIIe siècle), la carte d'état-major (1820-1866) et les cartes ou photos aériennes de l'IGN pour la période actuelle (1950 à aujourd'hui).

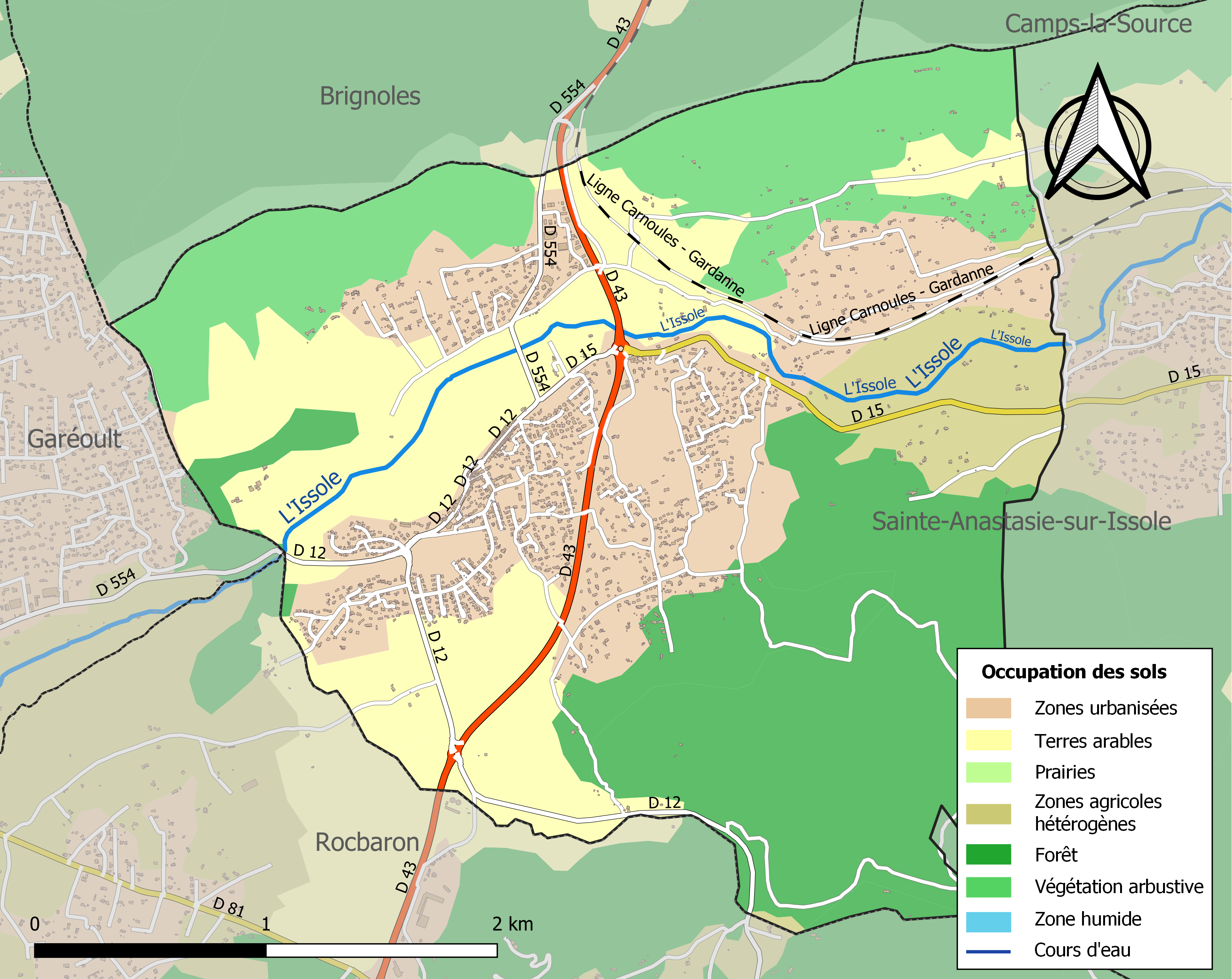
Carte des infrastructures et de l'occupation des sols de la commune en 2018 (CLC).

## Toponymie
Le nom de la localité est attesté sous la forme in Furno calacario en 1037.
Diminutif de Forcalquier, du latin calcis furnus « four à chaux », issu de l'association de forn « four », et de calquièr, littéralement « calcaire », mais qu’il faut comprendre au sens étymologique « à chaux » (calx, « chaux » ; calcarius, « de chaux, à chaux »)
"Roquette", l'emploi des diminutifs.

### Héraldique
|  | Les armoiries de Forcalqueiret se blasonnent ainsi De gueules à la bande d'or, à l'écu en cœur d'azur au four à chaux d'argent allumé de gueules, sur une terrasse de sinople avec cette devise : FORCALQUEIRET |

## Histoire
Les vestiges décelés attestent de l’occupation sur le territoire de la commune dès l’Âge du fer.
Le village est dominé par les ruines du château fort, dominant la vallée de l'Issole, inscrit sur l'inventaire supplémentaire des monuments historiques par arrêté du 20 juillet 1966,,.

### Antiquité
Les romains implantèrent plusieurs villas agricoles. Le village s'appelait alors Furnum Calcarium.

### Moyen Âge

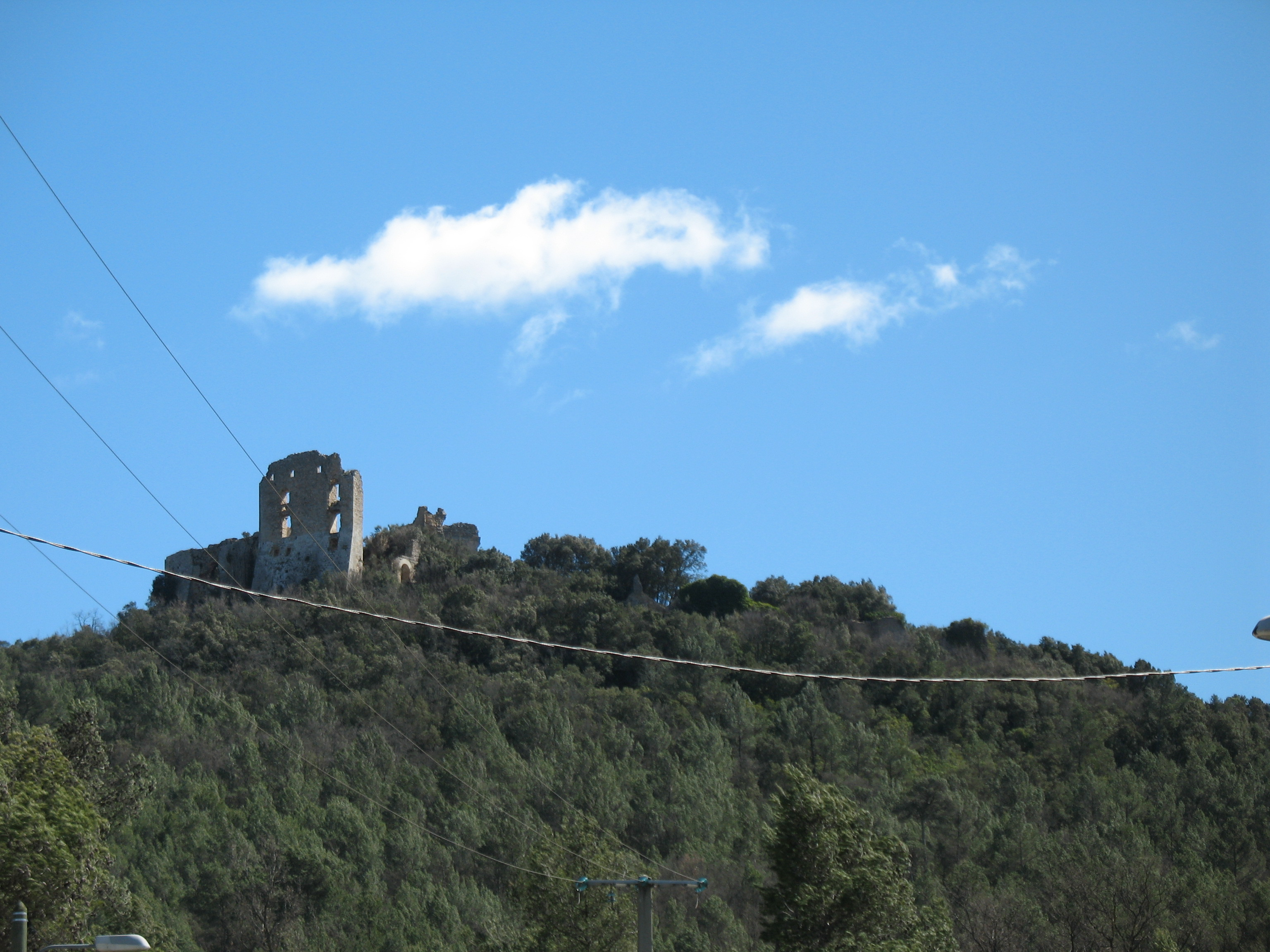
Ruines du Castellas.

Le castrum de Forcalqueiret apparaît dans les textes en 1025.
Les terres de Forcalqueiret appartiennent aux vicomtes de Marseille qui en font don, dès le XIe siècle à l'abbaye de Saint-Victor. Le fief comprenant les actuelles communes de Rocbaron, Forcalqueiret et Sainte-Anastasie est reconstitué au XIIIe siècle par Geoffroy Reforciat, vicomte de Marseille et seigneur de Trets.
La seigneurie passe ensuite par alliance à la puissante Famille d'Agoult pendant plus de trois siècles. C'est à l'époque des d'Agoult que le castellas prend son aspect quasi définitif, très probablement au XVe siècle.
Le fief de Forcalqueiret est plus tard transmis par alliance à la famille de Montauban qui ajoute à son nom celui d'Agoult, puis à celle de Garde de Vins, à laquelle appartient Hubert de Vins, seigneur de Forcalqueiret, chef de la Ligue en Provence, tué à Grasse en 1589.

### Époque moderne
Louis-Palamède deForbin, seigneur de Solliès, marquis de Pont-à-Mousson qui avait reçut en 1729 la seigneurie par héritage de Jean de Garde de Vins, mort sans postérité, la vend le 26 octobre 1742 à Louis Sauveur de Villeneuve, ambassadeur à Constantinople et conseiller d'État, pour lequel elle est érigée en marquisat par lettres patentes du mois de février 1743 À la mort sans postérité en 1760 de son fils Joseph-Rolin de Villeneuve 2e marquis de Forcalqueiret, la terre et seigneurie de Forcalqueiret passe par héritage à ses quatre sœurs , chacune copropriétaire pour un quart (Gabrielle de Villeneuve, épouse de Joseph de Ginestous, Magdeleine Toussaint de Villeneuve, épouse de Jean-Louis de Roux, Théodore de Villeneuve, épouse de Jean-Baptiste d’Audiffret et Rose Marguerite de Villeneuve, épouse de Jean-Louis honoré d’Hesmivy), qui rendent hommages de la terre et seigneurie le 10 mai 1768,. 

## Politique et administration

### Liste des maires
| Période                                  | Période               | Identité         | Étiquette | Qualité |
| ---------------------------------------- | --------------------- | ---------------- | --------- | ------- |
| Les données manquantes sont à compléter. |                       |                  |           |         |
| mars 1977                                | mars 2008             | Benjamin Philip  | DVD       |         |
| mars 2008                                | mars 2013 (démission) | Jean-Claude Péda | SE        |         |
| avril 2013                               | 2020                  | Pierre Gautier   | SE        |         |
| 2020                                     | en cours              | Gilbert Bringant |           |         |

### Budget et fiscalité 2019
En 2019, le budget de la commune était constitué ainsi :
- total des produits de fonctionnement : 2 317 000 €, soit 794 € par habitant ;
- total des charges de fonctionnement : 2 120 000 €, soit 727 € par habitant ;
- total des ressources d’investissement : 283 000 €, soit 97 € par habitant ;
- total des emplois d’investissement : 243 000 €, soit 83 € par habitant.
- endettement : 660 000 €, soit 226 € par habitant.

Avec les taux de fiscalité suivants :
- taxe d’habitation : 12,33 % ;
- taxe foncière sur les propriétés bâties : 15,11 % ;
- taxe foncière sur les propriétés non bâties : 59,91 % ;
- taxe additionnelle à la taxe foncière sur les propriétés non bâties : 0,00 % ;
- cotisation foncière des entreprises : 0,00 %.

Chiffres clés Revenus et pauvreté des ménages en 2017 : médiane en 2017 du revenu disponible, par unité de consommation : 22 020 €.

### Jumelages
- Chianni (Italie)[38].

Depuis 1998, Forcalqueiret est jumelée avec la ville de Chianni en Italie dans la province de Pise.

### Politique environnementale
Un inventaire national du patrimoine naturel de la commune a été réalisé.
Liste des ZNIEFF :
- Montagne de la Loube,
- Ripisylves et annexes des vallées de l'Issole et du Caramy,
- Barres et collines de Rocbaron et de Carnoules,
- Barre de Saint-Quinis.

## Démographie
L'évolution du nombre d'habitants est connue à travers les recensements de la population effectués dans la commune depuis 1793. Pour les communes de moins de 10 000 habitants, une enquête de recensement portant sur toute la population est réalisée tous les cinq ans, les populations de référence des années intermédiaires étant quant à elles estimées par interpolation ou extrapolation. Pour la commune, le premier recensement exhaustif entrant dans le cadre du nouveau dispositif a été réalisé en 2006.

En 2022, la commune comptait 3 353 habitants, en évolution de +16,79 % par rapport à 2016 (Var : +4,98 %, France hors Mayotte : +2,11 %).
| 1793 | 1800 | 1806 | 1821 | 1831 | 1836 | 1841 | 1846 | 1851 |
| ---- | ---- | ---- | ---- | ---- | ---- | ---- | ---- | ---- |
| 212  | 241  | 250  | 281  | 298  | 312  | 335  | 320  | 355  |

| 1856 | 1861 | 1866 | 1872 | 1876 | 1881 | 1886 | 1891 | 1896 |
| ---- | ---- | ---- | ---- | ---- | ---- | ---- | ---- | ---- |
| 347  | 434  | 409  | 377  | 378  | 335  | 298  | 324  | 274  |

| 1901 | 1906 | 1911 | 1921 | 1926 | 1931 | 1936 | 1946 | 1954 |
| ---- | ---- | ---- | ---- | ---- | ---- | ---- | ---- | ---- |
| 293  | 303  | 293  | 263  | 248  | 258  | 239  | 215  | 213  |

| 1962 | 1968 | 1975 | 1982 | 1990  | 1999  | 2006  | 2011  | 2016  |
| ---- | ---- | ---- | ---- | ----- | ----- | ----- | ----- | ----- |
| 163  | 215  | 315  | 744  | 1 313 | 1 665 | 2 039 | 2 547 | 2 871 |

| 2021  | 2022  | - | - | - | - | - | - | - |
| ----- | ----- | - | - | - | - | - | - | - |
| 3 269 | 3 353 | - | - | - | - | - | - | - |

## Économie

### Entreprises et commerces

#### Agriculture
- Coopérative vinicole L'Econome[46].
- Domaine du Vignaret[47].

#### Tourisme
Le Pays de la Provence Verte, dont la commune est membre, a obtenu le label « Pays d’art et d’histoire ». Sur ce territoire, les richesses à découvrir sont liées à la nature, à la culture et aux traditions.
- Gîtes de France[48].
- Chambres d'hôtes.

#### Commerces
- Commerces et services de proximité.

## Vie locale

### Enseignement
- École maternelle[49],[50]
- École élémentaire publique[51].
- Les collèges sont à Gareoult et Rocbaron.
- Les lycées sont à Brignoles, Cuers, Saint-Maximin-la-Sainte-Baume.

### Sports et danses
Le sport :
- Les bâtons du Castellas (majorettes, pompom girls).
- Les Gambettes du Castellas (Club de randonnées).
- Judo club.
- Karaté do Shotokaï.
- Club de tennis de table de Forcalqueiret (C.T.T.F).
- Tennis club de Forcalqueiret.
- Club de gymnastique chinoise Chi Kong Tai Chi du Val d'Issole.
- Val d'Issole basket.
- Association sportive de handball Rocbaron Val d'Issole.
- Rugby club du Val d'Issole.

La danse:
- Club danse forcal.
- Forcal Free Country.
- Ecole de danse "Talon-pointe".
- Hula Vahine.

### Santé
- Maison de santé,
- Centre Médical d'Urgences[54],
- Espace Sante Des Fontaites,
- Ostéopathe[55].

### Cultes
- Culte catholique, Paroisse de l'Issole[56], Diocèse de Fréjus-Toulon.

## Culture locale et patrimoine

### Lieux et monuments
- L'église Sainte-Croix[57].
- Monuments commémoratifs[58].
- Le château ruiné du castellas[24], ancien village de Forcalqueiret du XIIe au XIVe siècle[23], monument remarquable de la Provence verte[59],[60].
- Canon, pièce d'artillerie du XVIe siècle[61].

### Personnalités liées à la commune
- Hubert de Garde de Vins, seigneur de Forcalqueiret (1544-1589). Capitaine des galères et grand écuyer du duc d'Anjou, il fut le chef de la Ligue en Provence. Il s'empara de Brignoles, Barjols, mais fut vaincu à Lorgues et tué à Grasse le 20 novembre 1589 d'un coup d'arquebuse.
- Louis Sauveur de Villeneuve, marquis de Forcalqueiret (1675-1745). Lieutenant-général du roi à Marseille, ambassadeur à Constantinople et conseiller d'État. Il fut l'un des principaux négociateurs du traité de Belgrade en 1739. Rappelé en France en 1741, il fut nommé, en octobre 1744, ministre des Affaires étrangères, poste qu'il déclina pour raisons de santé. Il mourut à Marseille le 27 juin 1745.